# Карл Герольд
Карл Герольд (нім. Karl Gerhold, 1908, Відень — 1985, Кельн) — австрійський футболіст, що грав на позиції нападника. Виступав, зокрема, у складі клубів «Ферст Вієнна», «Янг Бойз» і «Лозанна». 
Володар Кубка Австрії і чемпіон Швейцарії.

## Клубна кар'єра
В другій частині сезону 1928/1929 році став гравцем клубу «Ферст Вієнна». У чотирьох матчах першості забив п'ять голів. «Вієнна» стала лише сьомою у чемпіонаті, але вперше у своїй історії здобула кубок Австрії. В кубку на рахунку Карла також 4 матчі. У фінальній грі «Вієнна» перемогла «Рапід» з рахунком 3:2, а Герольд став автором другого голу своєї команди. Завдяки перемозі у кубку Австрії, клуб дебютував у кубку Мітропи влітку 1929 року. В чвертьфіналі «Вієнна» несподівано впевнено перемогла в гостях чемпіона Угорщини «Хунгарію» з рахунком 4:1, а Герольд відзначився двома забитими голами. Вдома клуб Карла вдруге переміг з рахунком 1:0, завдяки голу Гшвайдля. У півфіналі «Вієнна» поступилась за сумою двох матчів чемпіону Чехословаччини «Славії» — 3:2, 2:4. В кожному з матчів Карл відзначався забитим голом.
У 1930 році «Вієнна» посіла третє місце у чемпіонаті і вдруге поспіль перемогла у національному кубку. Щоправда, Герольд у кубку країни жодного матчу не зіграв, а у національній першості на його рахунку 6 поєдинків і 3 забитих м'ячі. Чемпіонський сезон 1930-31 Карл розпочав у «Вієнні», зігравши 1 матч у чемпіонаті, але згодом разом з партнером по лінії нападу Леопольдом Гібішем перейшов у швейцарський клуб  «Янг Бойз».
Сезон 1931-32 Герольд провів у клубі «Лозанна-Шпортс». Разом з командою став несподіваним чемпіоном країни. Той розіграш національної ліги проводився за таким регламентом: 18 команд були поділені на дві групи, переможці яких мали розігрувати звання чемпіона країни. Клуби, що не були включені до національної ліги і увійшли до другого дивізіону, були незадоволені таким розподілом учасників. Через це федерація дала можливість переможцю другого дивізіону також поборотись за перемогу в фінальному турнірі. У підсумку саме «Лозанна» виграла другий дивізіон. У фінальній групі для чотирьох учасників клуб Герольда у перших двох матчах зіграв внічию з «Грассгоппером» і «Уранією». В останній грі «Лозанна» зустрічалась з лідером «Цюрихом», що виграв два перших матчі. Клуб із Лозанни здобув перемогу з рахунком 4:2, зрівнявшись з суперником за очками, а потім вдруге переміг у додатковому матчі з рахунком 5:2 і здобув титул чемпіона Швейцарії. Карл забив по голу в обох матчах проти «Цюриха».
Герольд займався вивченням іноземних мов, тому згодом переїхав до Локарно, а потім до Берну. Виступав у місцевому клубі «Берн» в сезонах 1933-34, 1934-35 і 1935-36. У сезоні 1936/37 грав за клуб «Локарно». У 1938 році переїхав у Кельн, де протягом десяти років грав клубі «Мюльгеймер СВ». Згодом отримав тренерську ліцензію і працював у маловідомих клубах.
Помер у 1985 році в місті Кельн.

## Статистика виступів

### Статистика виступів у кубку Мітропи
| №                      | Розіграш               | Стадія                 | Дата та місце проведення | Команда 1              | Рахунок | Команда 2           | Голи    |
| ---------------------- | ---------------------- | ---------------------- | ------------------------ | ---------------------- | ------- | ------------------- | ------- |
| 1                      | 1929                   | 1/4                    | 23.06.1929 Будапешт      | Хунгарія (Будапешт)    | 1:4     | Ферст Вієнна        | 20' 35' |
| 2                      | 1929                   | 1/4                    | 07.07.1929 Відень        | Ферст Вієнна           | 1:0     | Хунгарія (Будапешт) |         |
| 3                      | 1929                   | 1/2                    | 18.08.1929 Відень        | Ферст Вієнна           | 3:2     | Славія (Прага)      | 25'     |
| 4                      | 1929                   | 1/2                    | 28.08.1929 Прага         | Славія (Прага)         | 4:2     | Ферст Вієнна        | 89'     |
| Всього у кубку Мітропи | Всього у кубку Мітропи | Всього у кубку Мітропи | Всього у кубку Мітропи   | Всього у кубку Мітропи | 4       |                     | 4       |

## Титули і досягнення
- Чемпіон Австрії (1):

«Вієнна» (Відень): 1930–1931
- Володар Кубка Австрії (1):

«Вієнна» (Відень): 1929
- Чемпіон Швейцарії (1):

«Лозанна»: 1931–1932